# جوش ريتر
جوش ريتر (بالإنجليزية: Josh Ritter)‏ هو كاتب أغاني وموسيقي ومغن مؤلف ومغني أمريكي، ولد في 21 أكتوبر 1976 في موسكو في الولايات المتحدة.

## وصلات خارجية
- الموقع الرسمي
- جوش ريتر على موقع IMDb (الإنجليزية)
- جوش ريتر على موقع ميوزك برينز (الإنجليزية)
- جوش ريتر على موقع أول ميوزيك (الإنجليزية)
- جوش ريتر على موقع ديسكوغز (الإنجليزية)
- جوش ريتر على موقع قاعدة بيانات الفيلم (الإنجليزية)